# 日本式警護術
日本式警護術（にほんしきけいごじゅつ、英: Close Protection System of JAPAN/Japanese Style Bodyguard System）は、日本ボディーガード協会による、かつて侍が長い年月を懸け練り上げた警護戦略に、大和民族の精神と世界最先端の警護技術を融合させ確立された、和魂洋才の日本発祥警護術とされるもの。

## 概要・特徴
創始者は阿久津良樹。日本古来の武術、精神の理や本質を重要視した警護術。警護の理や基礎根幹を最重要視する事でより高度な警護システムを構築出来る事を理念としている。
ヨーロッパの一部の地域ではボディーガードアカデミーなどで紹介され世界にも広がりつつある。
2011年11月に日本式警護術の骨格である警護基礎根幹を細部まで説いた警護源集令が策定される。